# Дани царибродске шушенице
Дани царибродске сушенице или на локалном „наречју“ Дани царибродске шушенице је туристичко-гастрономска такмичарска манифестација која се од 2014. године, сваке јесени, одржава у Димитровграду. На овој манифестацији се излажу локални прехрамбени и други производи а централни део манифестације је избор најбоље односно најквалитетније „сушенице“. Овакве сушенице су карактеристичне по начину припремања и укусу за пиротски крај. 

Сваке године се награђују најуспешнији и најоргиналнији излагачи.
Захваљујући "Данима царибродске шушенице" многи туристи али и кулинари и гастрономи су чули за овај производ и први пут посетили Димитровград, а производња и продаја локалних производа је повећана. 
Првих неколико година манифестација је трајала један дан а 2019. године два дана. Том приликом су поред сушенице и разних месних прерађевина изложени разни домаћи (локални) производи: сир, вурда, чварци, спржа, ракија и вино. Сваке године је све више излагача (2019. године више од 250 излагача).
Излагање домаћих производа и сам такмичарски део, избор најбоље сушенице, прате разне културне и фолклорне манифестације и концерти музичких група и познатих певача. За време ове манифестације Димитровград посети велики број туриста а највише из Бугарске.
Том приликом разни излагачи представљају и друге „пратеће производе“ као што су: прерађевине од воћа и поврћа, млечни производи, сувенири, грнчарија, производи од дрвета, производи од гвожђа, кухињски материјал и друге рукотворине.  ,

Организатор је Спортско-туристички центар Димитровград а покровитељ Општина Димитровград. 

## Шушеница
Шушеница, Сушеница или суво месо или димљено свињско месо је, традиционални, сухомеснати производ који се добија сушењем меса (димљењем) у сушници за месо, сушари за месо или пушници (разни називи се  користе у разним крајевима). За сушенице се најчешће користи сирово свињско месо мада се суши и: овчије (јагњеће), козје (јареће) говеђе (телеће) па чак и коњско месо. Шушеница се у Димитровгаду и пиротском крају припрема на специфичан начин тако да поред карактеристичног назива има и специфичан изглед и укус. 